# Traci Brooks
Tracy Brookshaw (22 de mayo de 1975) es una exluchadora profesional canadiense, mánager y árbitro famosa por su nombre en el ring Traci Brooks. Ha trabajado para la Total Nonstop Action Wrestling (TNA), donde pasó la mayor parte de su carrera.

## Primeros años
Brookshaw creció en una granja de San Marys, Ontario. En 2000, ganó el Toronto sol Calendario del Milenio, concurso que la llevó a ser llamadoseñorita junio de 2000, y se entrevistó en el Toronto Sun . Brookshaw pasó a participar de modelo en la promoción de cervezas de Molson, Labatt y Budweiser.
En una entrevista, Brookshaw dijo que aspiraba a ser "la siguiente WWF Superstar". Esto la llevó a ser presentada por Ron Hutchinson, como lo luchadora profesional que dirigía el Gimnasio de Sully de la escuela de Toronto. Brookshaw comenzó a entrenar en Hutchinson en marzo de 2000 y debutó en enero de 2001 como "Tracy Brooks".
En octubre de 2008 en una entrevista con elChicago Sun-Times, Brookshaw reveló que sufría de parálisis de Erb-Duchenne debido a problemas durante su nacimiento. Aunque gracias a un tratamiento agresivo se recuperó en su mayor parte, su brazo derecho sigue teniendo problemas que la afectan en el ring.

## Carrera

### Circuito independiente
Brooks se presentó en numerosos promociones en el circuito independiente, incluyendo Border City Wrestling y el Apocalipsis Wrestling Federation (AWF). Durante su estancia en AWF, tuvo un feudo con La Felina y fue dirigida por un corto tiempo por el canadiense de hip-hop, Dan-eo. El 30 de agosto de 2001, Brookshaw (como Miss Apocalipsis) derrotó a Joey Knight para ganar el título de peso pesado AWF. Sigue compitiendo para promociones independientes, entre ellos Blood Sweat and Ears en su región de origen en Southern Ontario y, la más prominente, El ciberespacio NWA, donde compite por el Campeonato Femenino de la NWA del ciberespacio.
Traci incluso luchó en combates de lucha libre independiente de encargo en contra de luchadoras como Amber O'Neal y Christie Ricci.

### Total Nonstop Action Wrestling (2003-2010)

#### Primeras apariciones (2003)

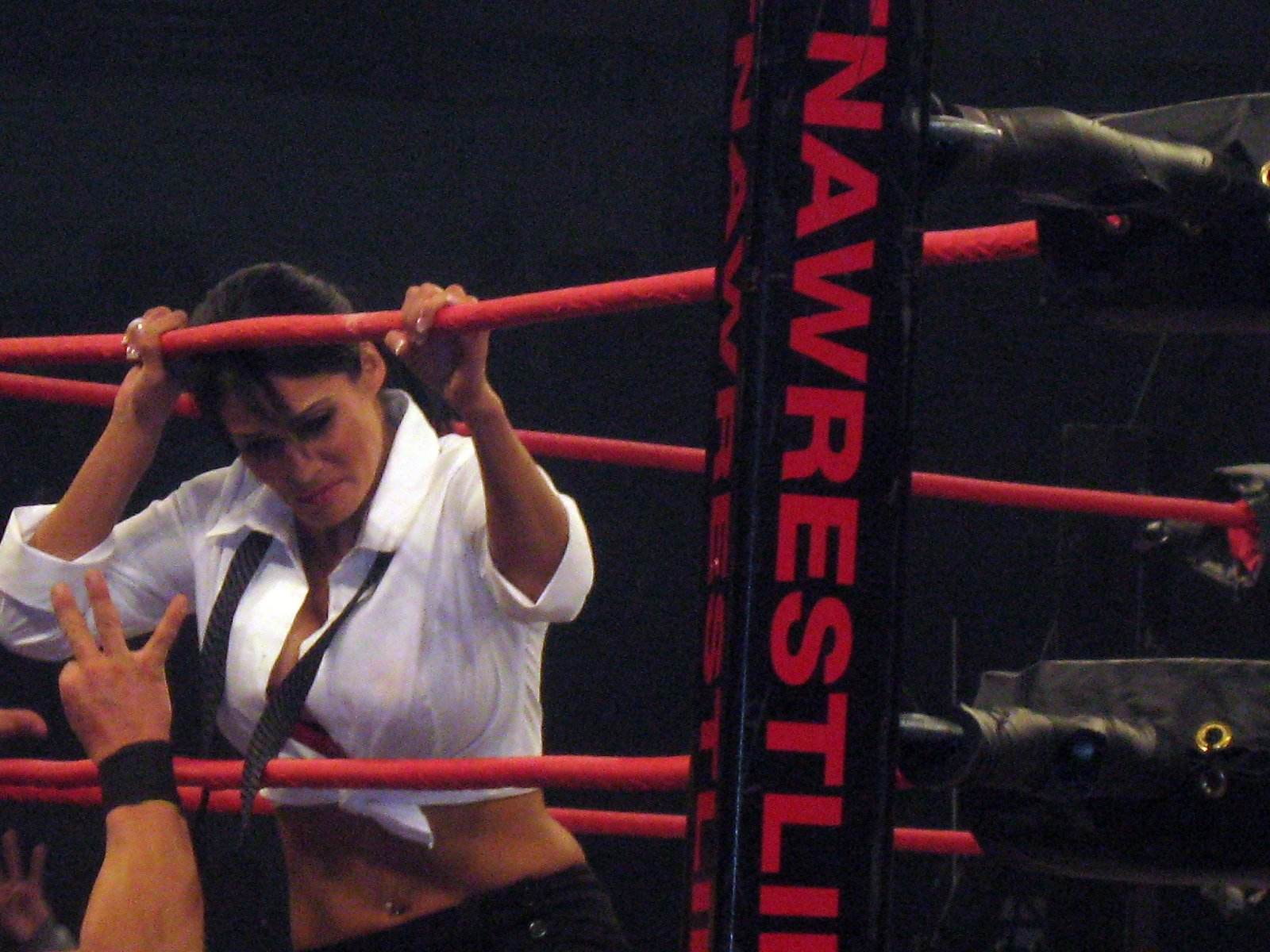
. Brooks en un evento de TNA

Brooks debutó en Total Nonstop Action Wrestling el 30 de abril de 2003 en uniforme de colegiala católica, atacando a Lollipop, una bailarina que entretuvo a la audiencia en vivo durante los intermedios. A la semana siguiente, Brooks entró en un Gauntlet Match en el que el ganador recibiría un en la NWA World Heavyweight Championship, que amenaza con demandar National Wrestling Alliance oficial Bill Behrens de discriminación sexual si no se cumplen. Cuando sus amenazas no, en lugar de Brooks intentó Behrens encanto en lo que le permite al partido. Behrens se coloca Brooks en una triple amenaza con su compañero de luchadoras Desire y Trinity, con la entrada ganadora ganar en el partido de guante. Después de Kid Kash emboscada Trinidad y David Young accidentalmente golpeó el deseo, Brooks ganó el partido. Más tarde esa noche, fue atacada por Lollipop mientras se acercaba a la pista para entrar en el partido guante. Después de que ella entró en el ring, Brooks fue fijado rápidamente y se elimina por Kash Kid.
El 21 de mayo, Brooks fue emparejado con David Young en una "Alianza de la anarquía" equipo de la etiqueta torneo para determinar el número uno de los contendientes a la NWA World Tag Team Championship. Ellos derrotaron a Kid Kash y la Trinidad el 21 de mayo y Ron asesinatos (cuya pareja, Don Harris, se había negado a hacer equipo con él) el 4 de junio, pero perdió frente a [los [Estados Unidos Most Wanted (lucha libre) | Los más buscados de América]] ( Chris Harris y James Storm) en la final el 11 de junio.
En el 18 de junio de 2003 TNA pay-per-view, Brooks formó un todo-hembra estable conocido como "Bitchslap" con Verónica Enfermera y Valentina. El establo en silencio se disolvió poco después, cuando Verónica rechazó un contrato TNA y Brooks fue retirado de la televisión para volver a embalar.

#### Relación con Michael Shane (2003-2006 )
Brooks volvió a TNA el 5 de noviembre de 2003, ayudando a Shane Douglas la derrota The Sandman. El 26 de noviembre, Douglas y Brooks, conocido ahora simplemente como "Traci", ayudó a Michael Shane la derrota Sonjay Dutt. Tras el partido, el trío se celebra, y Douglas anunció que iban a ser llamado "la nueva franquicia".

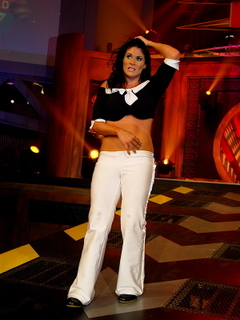
Brooks entrar en la arena en un evento de TNA

La nueva franquicia comenzó un feudo con Triple X (Christopher Daniels, Low-Ki y Patrón Elix). La pelea duró hasta el 21 de abril de 2004, cuando perdió ante Shane Daniels después de haber dejado pasar una oportunidad de pinfall con el fin de tratar de golpear a su acabado. Después de Douglas amonestó a Shane, Shane comenzó a empujar y golpear a su mentor de antaño. Traci finalmente agarró Douglas desde atrás, lo que permite que Shane superkick Douglas. A la semana siguiente, Traci ayudó a derrotar a Shane Douglas en un partido de individuales.
Traci continuó gestión Shane, que estaba ya perseguir el X Campeonato de División. Shane fue incapaz de derrotar al campeón en ejercicio, AJ Estilos, así que él y Traci reclutados Frankie Kazarian con el fin de maximizar su ventaja numérica. El resultado fue una nueva y estable / etiqueta de equipo que era conocido por los fanes como Shazarian. Después de varias semanas de enfrentamientos, Estilos defendió su título ante Shane Kazarian y en una de tres vías Ultimate X partido el 28 de julio de 2004. A pesar de que fue capaz de anular la interferencia de Traci, dándole un Styles Clash, que se demolió inconsciente por los esfuerzos combinados de Shane y Kazarian. Shane Kazarian y luego subió por el Campeonato División X, y al mismo tiempo recuperar el cinturón, convirtiéndose en co-campeones. Ellos perdieron los títulos de Petey Williams en un Gauntlet Match el 11 de agosto.
A finales de 2004, Traci vuelta en una favorito de los fanes dejando Shane y Kazarian y convertirse en la asistente de la TNA Director de la Autoridad, Dusty Rhodes. Trinidad también quería ser asistente de Rodas, sin embargo, así que le dijo que cada mujer pueda contratar a un equipo de la etiqueta nueva. Los equipos se enfrentan entre sí en Destination X el 13 de marzo de 2005, con el gerente del equipo ganador de cada asistente único Rhodes. Traci equipo (Don y Ron Harris, el Discípulos de destrucción) derrotó a equipo de Trinity (Big Tilly y Bruno Sassi - Phi Delta Slam), haciendo de ella Rhodes asistente Traci acabó dejando de lado a Rhodes y comenzó a manejar a Chris Sabin, que era un feudo con Michael Shane y la Trinidad. En Lockdown el 24 de abril, trató de evitar que Trinidad interveniera en una de cuatro coinciden con la División X eliminación Xscape entre Sabin, Sonjay Dutt, [[José Luis Jair Soria|Shocker] ] y Shane, pero no. La pelea continuó hasta que Hard Justice. El 15 de mayo, cuando Sabin y Traci perdió ante Shane y Trinidad. En el transcurso del partido, Traci encendido Sabin y Shane se volvió en Trinidad, con Traci se alinea con Shane, una vez más y el revestimiento de la Trinidad con Sabin.
Traci se inició la gestión de Shane, una vez más y se quedó con él cuando cambió su nombre por su verdadero nombre, Matt Bentley. Cuando Bentley se perdió durante la renegociación de contratos en agosto de 2005, ella hizo algunos trabajos para la entrevista de TNA. En Unbreakable el 11 de septiembre, Traci actuaba como entrevistadora backstage durante todo el evento. Ella volvió al lado de Bentley después de su regreso a Unbreakable. En febrero de 2006, Bentley dio vuelta al talón y comenzó una disputa con su socio de largo tiempo la etiqueta Lance Hoyt. Tras la pelea, Bentley fue marginado por una lesión. Traci hizo el trabajo de promoción de la empresa durante el tiempo de inactividad.
En el 15 de mayo la grabación de Impacto!, Luchó Gail Kim en el partido de la primera mujer en más de un año. El partido fue grabada exclusivamente para el próximo DVD TNA Knockouts, no para el programa de Spike TV. Kim ganó el pasador después de la intervención de más buscados de América. En la Segunda Guerra Hardcore derrotó a Kim con Christy Hemme como árbitro.

#### Mánager de Robert Roode (2006-2008 )

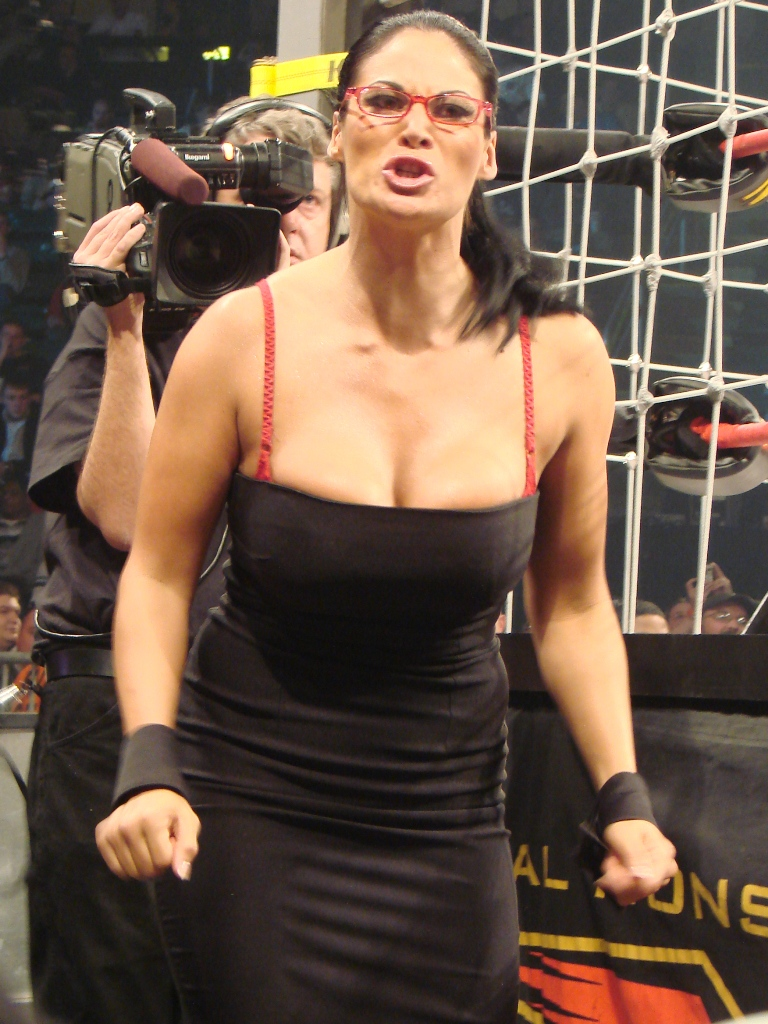
El "delincuente Ejecutivo", la Sra. Brooks, en Lockdown

Traci fue anunciado como el gerente de Robert Roode en Bound for Glory 2006 y cambió su nombre a "la señora Brooks". Ella lo logró durante la [lucha [para el Torneo de la derecha]] en el 28 de octubre de Impact!. Ella perdió contra Eric Young en un concurso de bikini durante Turning Point ; después de esto, le hicieron firmar un contrato a Young , sin importar lo que se tardó en hacerlo. En la historia, la Sra. Brooks comenzó a ejercer presión sobre él para tener relaciones sexuales con ella, y quitarle la virginidad. Por último, en TNA Against All Odds La Sra. Brooks con éxito sedujo a Young para que firme el contrato con "Inc. Robert Roode". Después de un tiempo sin historia, entró en una rivalidad con Gail Kim y fue derrotada en una Declaración de Imlpact!. En Slammiversary, fue derrotada por Kim, una vez más.
En el 23 de agosto de 2007 episodio de Impact!, Roode luchó contra Gail Kim, con Kim depositadas Roode después de una caída de golpe la pierna baja. Tras el partido, Roode, infeliz en su derrota, siguió atacando hasta que Kaz Kim salió para hacer frente a Roode. En la edición 4 de octubre de Impact!, se reveló que Brooks y Roode no estaban vinculados románticamente, y que la única razón por la que continuaron tomando el abuso Roode era ayudar a su madre enferma. Posteriormente, en TNA Impact! y en Genesis una fan llevaron pancartas pidiendo Roode a sustituir a la Sra. Brooks con ella. Roode se unió a la ángulo Alianza con la Sra. Brooks de mala gana a su lado.
En el Génesis pay-per-view el 11 de noviembre de 2007, Traci se desmayó debido a un golpe de calor, pero parecía estar haciendo muy bien ayudar a los siguientes de los médicos. Sin embargo, los informes de noticias han surgido que afirman que su desmayo fue puesta en escena, como Brooks se le pidió que lo hacen por Vince Russo.
El 10 de enero en la edición de Impact!, Roode despidió a la Sra. Brooks y la reemplazó con la fan, identificado por Roode como Bonnie Maxon. Poco después, Brookshaw volvió como face y cambió su nombre en el ring a "'Traci Brooks" y empezó un feudo con los bancos. Derrotó a los bancos en la reunión anual de pago por visión, TNA Against All Odds. El 3 de abril en la edición de Impact!, Traci derrotó Bancos Payton después de un facebuster desde el esquinero. En Lockdown, participó en la primera "Reina de la jaula" partido que fue ganado por Roxxi Laveaux. En Sacrificie, Traci participó en la primera TNA Knockout Makeover Battle Royal, que fue ganado por Gail Kim.

#### Knockout Law (2008)

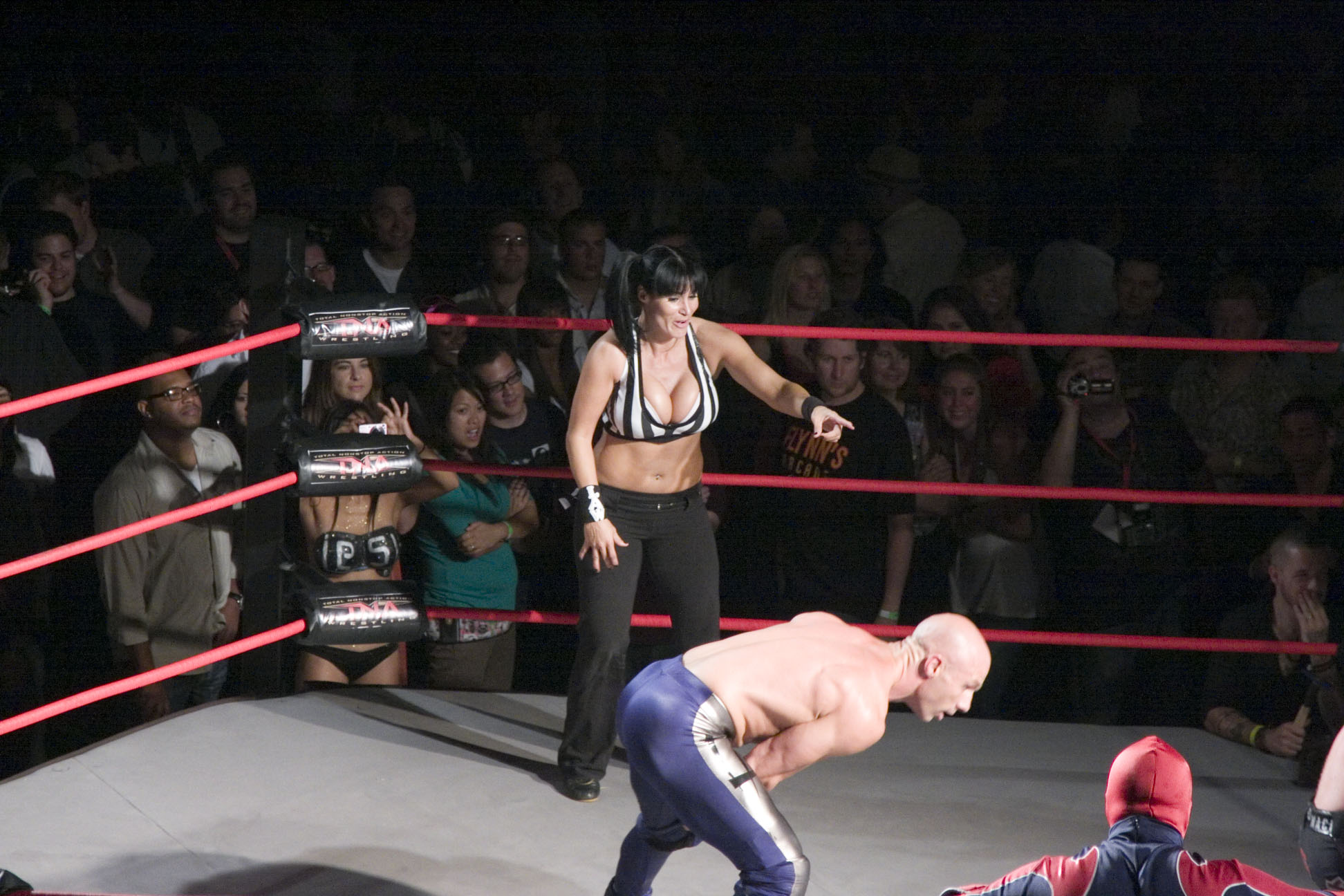
Brooks como árbitro en un partido entre el Motor City Machine Guns y Suicide y Christopher Daniels.

Durante el 17 de julio en la edición de Impact! Reveló un segmento de backstage que Brooks estaba en conversaciones con Jim Cornette acerca de algo sobre la Knockouts. Poco después de que en el episodio del 7 de agosto de Impact!, Brooks fuera el árbitro especial para una pelea entre Roxxi y Jacqueline lucha que ganó Roxxi. En agosto de 2008, Cornette anuncia que Traci oficialmente está a cargo de la División de Knockouts, también conocida como la "Knockout Law". En enero de 2009, Traci dejó de aparecer en la TNA y Jim Cornette se reanudó el control de la división Knockout Law. Regresó en el 12 de marzo de 2009, en la edición de Impact! Como árbitro.

#### Retorno como luchadora (2009-2010 )
Ella volvió a la televisión en el 23 de julio de 2009. Durante una entrevista con Lauren, anunció que había tomado un tiempo libre en TNA para trabajar en algunos proyectos en Hollywood y ella vuelvia como el árbitro de un Knockout battle royal más tarde esa noche. El ganador de la batalla real recibirá $ 50.000 y lugar en The Main Event Mafia. Como el partido sin aliento hasta Tara y Awesome Kong como los dos participantes, Brooks reveló que ella era en realidad un participante en el partido y tiró las mujeres fuera del ring . Tras ganar el partido, se convirtió en miembro de la Main Event Mafia. En la siguiente edición de impact!, Traci se consolidó como heel durante una entrevista con Lauren en la que denunció a TNA para que no le diera un lugar en la televisión, explicando su ausencia. El 27 de agosto en el episodio de Impact! ella compitió por el Campeonato en parejas para Mujeres en equipo con Sharmell para representar a la Main Event Mafia, pero en la primera ronda del torneo fue derrotada por Awesome Kong y Raisha Saeed. El 1 de octubre en la edición de Impact! Fue derrotada por Christy Hemme en una "batalla de los modelos de Playboy", tras lo cual la atacó. El 22 de octubre edición de Impact! el Main Event Mafia se disolvió. Más tarde se volvió face, a partir de una rivalidad con Alissa Flash. El 4 de marzo de 2010, Brookshaw fue liberada de su contrato.

### Retorno a TNA (2011-2012)
El 14 de febrero de 2011, en las grabaciones del 17 de febrero de la edición de Impact!, Brooks hizo una vuelta de una noche parasalvar a su marido Kazarian de Robbie E y Cookie. El 7 de abril, Brooks luchó en un hose show de TNA en Erie, Pennsylvania, sin éxito en un desafío con Madison Rayne por el Campeonato de mujeres de la TNA, Dos días después, Brooks derrotó a Rayne en un combate sin título en un house show en Cleveland Ohio. El 21 de julio en la edición de Impact Wrestilng, Brooks hizo su regreso a TNA, salvando a Velvet Sky y Mickie James de ODB y Jacqueline. El 18 de agosto la edición de Impact Wrestling,, Brooks vuelve a aplicar para el trabajo de "Knockout Law", Sin embargo, el 1 de septiembre en la edición de Impact Wrestling, el trabajo fue dado a Karen Jarrett, quien contrató a Brooks como su asistente ejecutivo. En el evento Bound For Glory, sustituyó al árbitro especial Karen Jarrett, realizando el conteo y coronando a Velvet Sky como campeona femenina. El 12 de diciembre hizo su lucha debut en contra de Gail Kim pero fue derrotada debido a una interferencia de Karen Jarrett y al recibir un golpe en la espalda con un campeonato por parte de Madison Rayne. La siguiente semana tuvo una pelea en contra de Madison Rayne pero fue derrotada. El 5 de enero de 2012 formó equipo con Mickie James contra Gail Kim y Madison Rayne por los Campeonatos Femeninos en Parejas de la TNA, pero fue derrotada.

## Playboy
El 26 de julio de 2009, se anunció que TNA ha firmado un acuerdo con Playboy para hacer que Brooks fuera la primera TNA Knockout que posaba para Playboy. Christy Hemme ya había posado para la revista antes de firmar con TNA. Sin embargo, el 2 de septiembre se informó que Playboy había decidido no publicar los fotos de Brooks. Las sesión de fotos se publicaron a través de su Ciber Club el 17 de septiembre de 2009.

## Vida personal
Brookshaw se casó con su compañero de la TNA Frank Gerdelman, más conocido como Frankie Kazarian, el 7 de enero de 2010.

## Campeonatos y logros
- 3X Wrestling
  - 3X Wrestling Women's Championship (1 vez)

- All Star Championship Wrestling
  - Justice Cup (2005)

- Apocalypse Wrestling Federation
  - AWF Heavyweight Championship (1 vez)

- Coastal Championship Wrestling
  - CCW Women's Championship (1 vez)

- CyberSpace Wrestling Federation
  - CWF His and Hers Tag Team Championship (1 vez) con Michael Shane

- Downsouth Championship Wrestling
  - DCW Women's Championship (1 vez)

- Great Lakes Championship Wrestling
  - GLCW Women's Championship (1 vez)

- New Ohio Championship Wrestling
  - NOCW Women's Championship (1 vez)

- Pro Wrestling Illustrated
  - PWI Ubicada en el #22 de las mejores 50 luchadoras femeninas en el PWI Female 50 en 2008.

- RingDivas Women's Wrestling
  - RingDivas World Championship (1 vez)

- Southern Championship Wrestling
  - SCW Women's Championship (1 vez)

- Total Nonstop Action Wrestling / Impact Wrestling
  - Impact Hall of Fame (2023)
  - Knockout of the Year (2004)

- World Xtreme Wrestling
  - Women's Super 8 Tournament (2002)

## Medios de comunicación
- Zombie Beach Party(2003), "doble" y "Tracy el Sexy Killer Zombie"
- Kenny vs Spenny(2003) en el episodio "¿Quién es el más fuerte?" (Junto a su compatriota golpe de gracia TNA Angel Williams)